# Hans Wilhelm Kürmann
Hans Wilhelm Kürmann (* um 1590 in Bebenhausen; † unbekannt) war ein württembergischer Maler.

## Leben
Hans Wilhelm Kürmann war ein Sohn des Verwalters des Bebenhäuser Klosters. Nach seiner Lehrzeit arbeitete er seit 1606 als Malergeselle in Tübingen. Da er sich in Tübingen niederlassen wollte, reichte er 1612 ein Gesuch auf das akademische Bürgerrecht ein. Sein Gesuch wurde abgelehnt. Zwar wurde der Grund nicht angegeben, doch ist anzunehmen, dass es sich um den gleichen Grund handelte, der zwei Jahre später bei der Abweisung des Antrags von Tobias Spingler angegeben wurde: Es hieß, in Tübingen seien bereits sechs Maler tätig. Kürmann muss bald nicht nur Tübingen, sondern Württemberg verlassen haben, da sein Name in württembergischen Urkunden nicht mehr auftaucht.